# San Antonio (Canelones)
San Antonio és un municipi de l'Uruguai ubicat al nord del departament de Canelones, a 43 km de Montevideo.

## Geografia
San Antonio es troba al nord del departament de Canelones, al sector 15. El poble s'ubica al sud-est de Paso de la Cadena, al nord-oest de Santa Rosa, i al nord-est de la capital departamental, la ciutat de Canelones. Al sud de San Antonio es troba el rierol Canelón Grande.

## Història
El 14 de novembre de 1875, San Antonio va rebre la categoria de "poble".

## Infraestructura
San Antonio té accés per les rutes nacionals 33 i 81.

## Població
Segons les dades del cens de 2004, San Antonio tenia 1.434 habitants.
| Any  | Població |
| ---- | -------- |
| 1963 | 919      |
| 1975 | 1.120    |
| 1985 | 1.106    |
| 1996 | 1.293    |
| 2004 | 1.434    |

Font: Institut Nacional d'Estadística de l'Uruguai

## Govern
L'alcaldessa de San Antonio és Nelly González.